# American IV: The Man Comes Around
American IV:The Man Comes Around – album Johnny’ego Casha, czwarty z serii sześciu albumów „American”,  Większość piosenek na tej płycie to covery utworów innych artystów, często wywodzących się z zupełnie innych gatunków muzycznych. Na albumie, którego producentem był Rick Rubin, Casha wspomagają wokalnie Fiona Apple, Nick Cave i Don Henley. American IV był pierwszym albumem Casha od 30 lat, który otrzymał w Stanach Zjednoczonych status złotej płyty (ponad 500.000 sprzedanych egzemplarzy).
Najbardziej znanym utworem z płyty jest poruszający "Hurt", który został uznany za najlepszą piosenkę country w 2002. Teledysk do tej piosenki zebrał szereg nagród (Grammy, MTV Video Music Awards).
Innym znanym i lubianym utworem z tego albumu jest "Personal Jesus" Depeche Mode. Producent płyty Rick Rubin poprosił tu o pomoc gitarzystę Red Hot Chili Peppers Johna Frusciante, którego prosty, bluesowy riff stanowi główny motyw wspomnianego utworu.

## Lista utworów
1. "The Man Comes Around" (Cash) – 4:26
2. "Hurt" (Reznor) – 3:38
Oryginalnie nagrany przez Nine Inch Nails na płycie The Downward Spiral (1994)
3. "Give My Love to Rose" (Cash) – 3:28
Nowa wersja piosenki nagranej wcześniej przez Casha dla Sun, pojawia się na albumie Sings Hank Williams (1960)
4. "Bridge over Troubled Water" (Simon) – 3:55
Piosenka duetu Simon & Garfunkel z płyty Bridge over Troubled Water (1970)
5. "I Hung My Head" (Sting) – 3:53
Utwór Stinga z płyty Mercury Falling (1996)
6. "The First Time Ever I Saw Your Face" (MacColl) – 3:52
Przebój śpiewany przez Robertę Flack (1972)
7. "Personal Jesus" (Gore) – 3:20
Utwór Depeche Mode z płyty Violator (1990)
8. "In My Life" (Lennon/McCartney) – 2:57
Piosenka The Beatles z Rubber Soul (1965)
9. "Sam Hall" (Ritter) – 2:40
Nowa wersja piosenki nagranej wcześniej przez Casha na płytę Sings the Ballads of the True West (1965)
10. "Danny Boy" (Weatherly) – 3:19
Nowa wersja tego standardu, wcześniej Cash nagrał ten utwór w innej wersji na płycie Orange Blossom Special (1965)
11. "Desperado" (Frey/Henley) – 3:13
Piosenka Eagles z płyty Desperado (1973)
12. "I’m So Lonesome I Could Cry" (Williams) – 3:03
Nowa wersja piosenki nagranej wcześniej przez Casha na płycie Now, There Was a Song! (1960)
13. "Tear Stained Letter" (Cash) – 3:33
Nowa wersja piosenki Casha z płyty A Thing Called Love (1972)
14. "Streets of Laredo" – 3:41 (Trad.)
Wcześniej pojawia się w innej wersji na Sings the Ballads of the True West (1965)
15. "We'll Meet Again" (Charles/Parker) – 2:58
Najbardziej znany przebój Very Lynn (1939)

### Charakterystyka utworów
- "The Man Comes Around" – jedna z trzech piosenek Johnny’ego Casha znajdujących się na płycie, jest to zarazem jeden z ostatnich utworów napisanych przez Casha. Piosenka jest częściowo śpiewana, częściowo monodeklamowana i mówiona piosenka zawiera wiele cytatów z Biblii, szczególnie z Księgi Objawienia. Utwór rozpoczyna się częścią mówioną w której Cash opisuje nadejście czterech Jeźdźców Apokalipsy, których pojawienia wieści dźwięk grzmotu i biały koń. Część śpiewana to opowieść Casha o nadejściu Jezusa, który powraca na ziemię po to, aby osądzić ludzkość, refren opisuje, że powrót Zbawiciela obwieszczony jest przez dźwięk trąb i "one hundred million angels singing" (sto milionów aniołów). Utwór kończy się cytatem z Księgi Objawienia. Piosenka została użyta w filmach "Świt żywych trupów", "Nożownik", "Dziewczyna mojego kumpla", w 9 odcinku serialu "The Sarah Connor Chronicles" oraz w 7 odcinku mini-serialu "Generation Kill".

## Muzycy
- Johnny Cash – śpiew, gitara, aranżacja i adaptacja utworów
- Fiona Apple – śpiew
- Nick Cave – śpiew
- Don Henley – śpiew
- Mike Campbell, John Frusciante, Randy Scruggs – gitara
- Thom Bresh, Jeff Hanna, Kerry Marx, Marty Stuart – gitara
- Smokey Hormel – gitara, gitara hawajska
- Jack Clement – gitara rezofoniczna
- Joey Waronker – perkusja
- David Ferguson – ukulele
- Laura Cash – skrzypce
- Terry Harrington – klarnet
- Benmont Tench – organy, fortepian, fisharmonia, instrumenty klawiszowe, melotron, wibrafon, pipe organ, wurlitzer
- Roger Manning – fortepian, tack piano harmonium, melotron, chamberlain, orchestra bells
- Billy Preston – fortepian, instrumenty klawiszowe

## Listy przebojów
Album – Lista przebojów Billboard (USA)
| Rok  | Gatunek        | Pozycja |
| ---- | -------------- | ------- |
| 2002 | Albumy country | 2       |
| 2002 | Albumy pop     | 22      |